# Jeanne de Bretagne (1296-1364)
Pour les articles homonymes, voir Jeanne de Bretagne.
Jeanne de Bretagne (1296 – 24 mai 1364) est une princesse bretonne, fille d'Arthur II, duc de Bretagne, et de Yolande de Dreux, comtesse de Montfort. 

## Union et postérité
En 1324, Jeanne épouse avec dispense et après contrat passé à Saint-Germain-des-Prés le 21 septembre 1323, Robert de Flandre dit de Cassel (v.1278 - 1331), seigneur de Marle et de Cassel, 2e fils de Robert III de Flandre et de Yolande de Bourgogne.  
De cette union naissent : 
1. Jean, sire de Cassel († 1332) ;
2. Yolande (1326-1395), épouse Henri IV de Bar, comte de Bar, puis Philippe de Navarre, d'où :  
  - Édouard II (1339 † 1352), comte de Bar,
  - Robert Ier (1344 † 1411), comte puis duc de Bar.

Jeanne de Bretagne meurt à Ypres le 24 mars ou le 24 mai 1364.

## Blason
| Armes de Jeanne de Bretagne | Les armes de Jeanne de Bretagne en tant qu'épouse de Robert de Cassel et membre de la maison de Dreux-Bretagne se blasonnent ainsi : mi-parti d'or, au lion de sable, armé et lampassé de gueules (Flandre), à la bordure engrelée du même (brissure) et échiqueté d'or et d'azur au franc-quartier d'hermine et à la bordure de gueules (Bretagne) |